# Ребров, Алексей Кузьмич
Алексей Кузьмич Ребро́в (род. 30 июля 1933 года, село Верхнебогдановка, Верхне-Тепловский район, Луганская область, Украинская ССР) — советский, российский учёный в области физической газодинамики, динамики разреженных газов, теплофизики и вакуумной техники.

## Биография
Родился в крестьянской семье. Отец, Кузьма Филиппович, во время Великой Отечественной войны служил в разведке, погиб на фронте в 1942 году. Мама — Софья Евсеевна.
Старший брат Григорий, впоследствии военный деятель и учёный-экономист
В старших классах средней школы познакомился с будущим крупным инженером-авиастроителем Петром Балабуевым (1931—2007), под влиянием которого поступил в Харьковский авиационный институт.
Окончил Харьковский авиационный институт в 1955 году, работал инженером там же. Учился в аспирантуре Казанского авиационного института (1957—1960). Кандидат технических наук (1962), тема диссертации «Исследование теплообмена в разреженном пространстве».
С 1961 года работает в Сибирском отделении АН СССР, научный сотрудник Института теплофизики имени С. С. Кутателадзе СО РАН, ученый секретарь в 1965 году, с 1966 года заведующий лабораторией (позже отделом) разреженных газов. Доктор физико-математических наук (1972), тема диссертации «Исследование расширения газа в среду низкой плотности». С 2004 года советник Российской академии наук.
В 1990 году избран членом-корреспондентом АН СССР по Отделению проблем машиностроения, механики и процессов управления (механика). В 2000 году избран академиком РАН.
Внёс большой вклад в установление закономерностей процессов переноса в разреженных газах, в исследования газодинамики струй низкой плотности, в изучение процессов релаксации, конденсации и излучения в неравновесных газовых потоках, теплообмена при свободной конвекции в разреженном газе, структуре струй низкой плотности, физике релаксационных процессов при расширении газов в вакууме, газодинамике сверхвысоковакуумных диффузионных насосов, физике кластеров. Имеет прикладные исследования по газодинамике космических аппаратов и орбитальных станций, разработке ресурсосберегающих сверхвысоковакуумных диффузионных насосов. Разработал ряд методов электронно-пучковой диагностики потоков газов низкой плотности. Выполнено теплофизическое обоснование астрофизической обсерватории «Сатурн». Создан (в своё время крупнейший в стране) вакуумный газодинамический комплекс, оснащенный современными диагностическими средствами и позволивший выполнить приоритетные исследования неравновесных сверхзвуковых струйных течений с эффектами поступательной, вращательной и колебательной релаксации, спонтанной конденсации и излучения.
Создал научную школу в области теплофизики. Подготовил 32 кандидата наук, 12 из них стали докторами наук, один — членом-корреспондентом РАН.
Преподает в Новосибирском государственном университете, профессор, с 1998 по 2004 год возглавлял кафедру физики неравновесных процессов НГУ. Является членом Учёного совета физического факультета НГУ.
Член оргкомитетов всероссийских и международных конференций по динамике разреженных газов. Член Международного совещательного комитета симпозиумов по динамике разреженных газов, Научного совета по вакуумной науке и технике РФ, Российского национального комитета по теоретической и прикладной механике, Европейской гиперзвуковой ассоциации. Сотрудник редколлегий журналов «Прикладная механика и техническая физика», «Вакуумная техника и технология», «Энергия», сотрудничает с журналом «Теплофизика и аэромеханика».

## Награды
- орден Дружбы (1998)[6]
- медали.